# Hammaren, Luleå kommun
Hammaren är en del av tätorten Södra Sunderbyn ca 13 km nordväst om centrala Luleå. Hammaren, som har byggts ut etappvis sedan 1970-talet, är formellt en del av Södra Sunderbyns tätort men betraktas ibland även som en av Luleås stadsdelar. Södra Sunderbyn är också postort.
Luleå Lokaltrafiks busslinjer 1, 2 och 12 passerar genom området samt några specialbussar och nattbussar.

## Historia
I samband med planerna på Stålverk 80 planerades byggnation av hyreshus i Hammaren. Ledningar drogs fram, vägar byggdes ut och allting var i startgroparna. Men 1976 skrotades stålverksplanerna och där stod kommunen med en massa uppköpt land till ingen nytta. Efter några år beslutades det ändå att hela Hammaren skulle få bli det bostadsområde som det är idag. En del tomter har efter den stora byggnationen dock ändå fått stå tomma, något som på senare tid har kommit att ändras, mycket på grund av Sunderby sjukhus tillkomst (invigt 1999) då efterfrågan på närbelägna bostäder har ökat.